# ویستا رابلس (کالیفرنیا)
ویستا رابلس (به انگلیسی: Vista Robles) یک منطقهٔ مسکونی در ایالات متحده آمریکا است که در شهرستان بیوت، کالیفرنیا واقع شده‌است. ویستا رابلس ۴۳ متر بالاتر از سطح دریا واقع شده‌است.